# Бегагоен, Израиль Анатольевич
Бегагоен Израиль Анатольевич (21 января [3 февраля] 1914, Нижние Серогозы, Таврическая губерния — 16 августа 1987, Кривой Рог, Днепропетровская область) — советский учёный в области горной техники, доктор технических наук (1966), профессор (1985). Заслуженный деятель науки и техники Украинской ССР (1973).

## Биография
Родился 21 января (3 февраля) 1914 года в селе Нижние Серогозы Нижне-Серогожской волости Мелитопольского уезда Таврической губернии.
В 1929 году окончил семилетнюю школу, до 1931 года воспитывался в Армавирском детском доме № 4. В 1931—1935 годах — токарь по металлу на заводе имени Январского восстания в Одессе. Без отрыва от производства учился в Одесском индустриальном техникуме. В 1935—1936 годах — начальник отдела завода рентгеновской аппаратуры. В 1937—1938 годах — преподаватель курсов мастеров и техников завода имени Дзержинского.
С ноября 1938 года работал механиком лаборатории Одесского водного института. С началом советско-финляндской войны был призван в морской флот.
Участник Великой Отечественной войны с июля 1941 года и до Победы. Воевал в частях ВВС Черноморского флота, оборонял Кавказ. Демобилизовался в 1947 году.
В 1947 году окончил Одесский политехнический институт.
В 1950 году защитил кандидатскую диссертацию, был направлен в Криворожский горнорудный институт.
В 1951—1987 годах работал в Криворожском горнорудном институте — старший преподаватель, доцент кафедры технической механики. В 1962 году был у истоков создания кафедры технологии машиностроения, металлорежущих станков и инструментов, которую возглавлял до 1985 года. 6 октября 1966 года защитил докторскую диссертацию «Исследование износостойкости и способов повышения долговечности буровых машин».
Умер 16 августа 1987 года в Кривом Роге.

## Научная деятельность
Научные интересы были сосредоточены на изучении теории устойчивости и долговечности машин и механизмов. Разработал ряд теоретических вопросов, связанных с динамикой работы буровых машин, предложил способы повышения долговечности горных машин. Автор теории стойкости и долговечности горных машин. Создал первую в Кривбассе лабораторию по надёжности и долговечности горных машин.
Автор более 150 научных трудов, 3 монографий, учебных пособий. Имеет патенты на изобретения. Член научного совета АН Украинской ССР. Под его руководством защищены 15 кандидатских и 5 докторских диссертаций.

### Научные труды
- Устройство и расчёт современных перфораторов и пневмоударников / И. А. Бегагоен, А. Г. Дядюра. — М.: Госгортехиздат, 1963. — 180 с.;
- Силы трения в возвратно-поступательных парах бурильных молотков // Теория трения и износа. Москва, 1965;
- Бурильные машины / И. А. Бегагоен, А. Г. Дядюра, А. И. Бажал. — М. : Недра, 1972. — 368 с.;
- Повышение точности и долговечности бурильных машин / И. А. Бегагоен, А. И. Бойко. — М.: Недра, 1986. — 211 с.;
- Повышение точности, надёжности и долговечности горных машин // Горный журнал. — 1982. — № 8 (соавт.).

## Награды
- орден Красной Звезды (25.07.1943)[5];
- Медаль «За оборону Кавказа» (07.05.1945)[6];
- дважды орден Отечественной войны 2-й степени (11.07.1945[7]; 6.04.1985);
- Заслуженный деятель науки и техники Украинской ССР (1973).